# Centrale thermique du Port-Est
Pour les articles homonymes, voir Centrale thermique du Port.
La centrale thermique du Port-Est est une centrale thermique de l'île de La Réunion, département et région d'outre-mer française du sud-ouest de l'océan Indien. Elle est située sur un terrain de onze hectares sur le territoire de la commune du Port, dans le nord-ouest de l'île. Inaugurée le 11 octobre 2013, cette centrale composée de 12 moteurs Diesel pour une puissance totale de 210 MW fonctionnait initialement au fioul et remplace la centrale thermique du Port-Ouest, arrêtée le 18 avril 2013. Elle fournit, à sa livraison, un quart de l'électricité à La Réunion.
En 2023, la centrale abandonnera le fuel au profit de la biomasse liquide. Le combustible est un biogazole d’origine végétale issu d’huile de colza. Le 19 juin 2023 eu lieu le démarrage du premier moteur fonctionnant à la biomasse liquide, les autres moteurs devraient suivre pour une production 100% d'origine renouvelable d'ici la fin de l'année 2023.